# بيتر بيجل
بيتر سواير بيجل (بالإنجليزية: Peter Soyer Beagle) هو روائي وكاتب نصوص سينيمائية — خصوصا الخيالية منها.
ولد بمنهاتن يوم 20 أفريل 1939. من أشهر أعماله الرواية الخيالية وحيدة القرن الأخيرة (1986) التي كتبها في العشرينيات من عمره، والتي قام لاحقا بكتابة سيناريو لها لتحويلها إلى فيلم سنة 1982.

## روابط خارجية
- بيتر بيجل على موقع IMDb (الإنجليزية)
- بيتر بيجل على موقع ميوزك برينز (الإنجليزية)
- بيتر بيجل على موقع أول موفي (الإنجليزية)
- بيتر بيجل على موقع قاعدة بيانات الفيلم (الإنجليزية)